# ماسیمو جیاکوپو
ماسیمو جیاکوپو (انگلیسی: Massimo Giacoppo؛ زادهٔ ۱۰ مهٔ ۱۹۸۳) ورزشکار واترپلو اهل ایتالیا است.
وی در مسابقات کشوری و بین‌المللی در مجموع برندهٔ ۳ مدال نقره، ۱ مدال برنز شده‌است.